# Sasni
Sasni es un pueblo y nagar Panchayat situado en el distrito de Mahamaya Nagar en el estado de Uttar Pradesh (India). Su población es de 13291 habitantes (2011). 

## Demografía
Según el censo de 2011 la población de Sasni era de 13291 habitantes, de los cuales 7017 eran hombres y 6274 eran mujeres. Sasni tiene una tasa media de alfabetización del 75,69%, superior a la media estatal del 67,68%: la alfabetización masculina es del 81,74%, y la alfabetización femenina del 68,97%.